# Алексеев (Заветинский район)
Алексеев — хутор в Заветинском районе Ростовской области. Входит в состав Фоминского сельского поселения.

## История
Дата основания не установлена. Предположительно основан в 20-х годах XX века. Согласно всесоюзной переписи населения 1926 года хутор относился к Куприяновскому сельсовету Заветинского района Сальского округа Северо-Кавказского края. В хуторе проживало 355 человек, из них великороссов — 306, украинцев — 45.

## География
Хутор расположен в сухих степях на юго-западе Заветинского района в пределах северной покатости Сальско-Манычской гряды Ергенинской возвышенности, относящейся к Восточно-Европейской равнине, на правом берегу реки Пандя (левый приток реки Джурак-Сал), на высоте около 75 метров над уровнем моря. Рельеф местности равнинный, полого-увалистый. Распространены каштановые солонцеватые и солончаковые почвы и солонцы (автоморфные).
По автомобильным дорогам расстояние до областного центра города Ростов-на-Дону - 440 км, до районного центра села Заветное - 38 км, до административного центра сельского поселения хутора Фомин - 5,5 км. 
Часовой пояс
Алексеев, как и вся Ростовская область, находится в часовой зоне МСК (московское время). Смещение применяемого времени относительно UTC составляет +3:00.

## Население
Динамика численности населения
| 2002 |
| ---- |
| 85   |

| 1926 | 2010 |
| ---- | ---- |
| 355  | ↘84  |

## Улицы
- ул. Колодезная,
- ул. Центральная,
- проезд Куприяновский.
- проезд Южный.